# Лауфер, Юрий Михайлович
Юрий Михайлович Лауфер (7 января 1923, Столбово, Гжатский уезд, Смоленская губерния, РСФСР, СССР — 8 июля 1996, Москва, СССР) — советский библиографовед, преподаватель и профессор.

## Биография
Родился 7 января 1923 года в Столбове в семье директора совхоза и безграмотной домохозяйки, также у него было 5 братьев и сестёр. В 1938 году его отец был репрессирован и расстрелян, а в 1957 году был реабилитирован. В 1942 году был мобилизован в армию в связи с началом ВОВ и направлен на Северо-Западный фронт. Сначала был автоматчиком, а затем дослужился до звания лейтенанта. В 1944 году был тяжело ранен — пули попали в правое плечо, перебив нерв правой руки, в результате чего правая рука оказалась полностью парализованной. В госпитале пробыв почти полгода, после чего был демобилизован и получил два заслуженных ордена. После демобилизации научился навыкам письма левой рукой. В 1944 году поступил на библиографический факультет МГБИ, который он окончил в 1947 году, в том же году поступил на аспирантуру там же, которую окончил в 1950 году. Администрация оставила дипломированного специалиста у себя и тот с 1950 года преподавал курсы библиографии художественной литературы и литературоведения, являлся так же и деканом библиотечного факультета.
Скончался 8 июля 1996 года в Москве.

## Научные работы
Основные научные работы посвящены общим проблемам библиографоведения и вопросам отраслевой библиографии. Автор свыше 50 научных работ, монографий и учебников.
- Занимался разработками жанра учебно-справочных пособий по библиографоведческим дисциплинам.
- Исследовал историографию литературной библиографии до второй половины 1970-х годов.
- Участвовал во многих библиотечных дискуссиях в период 1970-1980-х гг.